# Donacoscaptes
Donacoscaptes är ett släkte av fjärilar. Donacoscaptes ingår i familjen Crambidae.

## Dottertaxa tillDonacoscaptes, i alfabetisk ordning[1]
- Donacoscaptes acerata
- Donacoscaptes aculeata
- Donacoscaptes albescens
- Donacoscaptes albiceps
- Donacoscaptes albimarginalis
- Donacoscaptes albipennella
- Donacoscaptes albivenalis
- Donacoscaptes alfoldellus
- Donacoscaptes aquamuiellus
- Donacoscaptes aracalis
- Donacoscaptes araealis
- Donacoscaptes arenalis
- Donacoscaptes arizonensis
- Donacoscaptes ascriptalis
- Donacoscaptes atrisparsalis
- Donacoscaptes attenuata
- Donacoscaptes belgaumensis
- Donacoscaptes berthellus
- Donacoscaptes calamistis
- Donacoscaptes cantoniellus
- Donacoscaptes carnealis
- Donacoscaptes cayugella
- Donacoscaptes chabilalis
- Donacoscaptes chiloidellus
- Donacoscaptes circumvagans
- Donacoscaptes cochisensis
- Donacoscaptes comparellus
- Donacoscaptes cretaceipars
- Donacoscaptes cynedradellus
- Donacoscaptes delinqualis
- Donacoscaptes dentilineatella
- Donacoscaptes dentilineella
- Donacoscaptes diaperalis
- Donacoscaptes diletantellus
- Donacoscaptes diminutalis
- Donacoscaptes dinephelalis
- Donacoscaptes discalis
- Donacoscaptes donzella
- Donacoscaptes dumptalis
- Donacoscaptes duomita
- Donacoscaptes evanidella
- Donacoscaptes flavalis
- Donacoscaptes flavilinealis
- Donacoscaptes floridalis
- Donacoscaptes forsteri
- Donacoscaptes fulvescens
- Donacoscaptes fuscicilia
- Donacoscaptes gloriella
- Donacoscaptes griseoradians
- Donacoscaptes hampsoni
- Donacoscaptes ignitalis
- Donacoscaptes incoloralis
- Donacoscaptes indistinctalis
- Donacoscaptes infusellus
- Donacoscaptes ingloriellus
- Donacoscaptes interlineata
- Donacoscaptes latilineata
- Donacoscaptes leptigrammalis
- Donacoscaptes leucocraspis
- Donacoscaptes leucomeralis
- Donacoscaptes leucopleuralis
- Donacoscaptes lignella
- Donacoscaptes linearellus
- Donacoscaptes lipan
- Donacoscaptes lunilinealis
- Donacoscaptes marcella
- Donacoscaptes maroniella
- Donacoscaptes metaphaealis
- Donacoscaptes micralis
- Donacoscaptes minorella
- Donacoscaptes mlanjella
- Donacoscaptes monodisa
- Donacoscaptes monostictus
- Donacoscaptes multilineatella
- Donacoscaptes narinella
- Donacoscaptes neogynaecella
- Donacoscaptes neurellus
- Donacoscaptes neuricella
- Donacoscaptes obliquilineelius
- Donacoscaptes obliquistrialis
- Donacoscaptes pallescens
- Donacoscaptes panalope
- Donacoscaptes paranella
- Donacoscaptes parcipunctalis
- Donacoscaptes phlebitalis
- Donacoscaptes pinosa
- Donacoscaptes placidellus
- Donacoscaptes poliella
- Donacoscaptes prestonella
- Donacoscaptes proalbivenalis
- Donacoscaptes proaraealis
- Donacoscaptes prophylactes
- Donacoscaptes punctilineella
- Donacoscaptes puritellus
- Donacoscaptes purpurealis
- Donacoscaptes quiriguella
- Donacoscaptes relovae
- Donacoscaptes roseiceps
- Donacoscaptes rufifusalis
- Donacoscaptes rufistrigalis
- Donacoscaptes rufulalis
- Donacoscaptes rutubella
- Donacoscaptes semivittalis
- Donacoscaptes steniellus
- Donacoscaptes strictalis
- Donacoscaptes strigatellus
- Donacoscaptes strigulalis
- Donacoscaptes subterminalis
- Donacoscaptes surinamellus
- Donacoscaptes tauromma
- Donacoscaptes thyonella
- Donacoscaptes truncatellus
- Donacoscaptes trypetes
- Donacoscaptes unipunctalis
- Donacoscaptes unipunctella
- Donacoscaptes validus
- Donacoscaptes venadialis
- Donacoscaptes xingu